# Brachymeles orientalis
Espèce
Synonymes
- Brachymeles schadenbergi orientalis Brown & Rabor, 1967

Brachymeles orientalis est une espèce de sauriens de la famille des Scincidae.

## Répartition
Cette espèce est endémique des Philippines. Elle se rencontre dans les îles de Camiguin, de Leyte, de Samar, de Mindanao et de Bohol ainsi que dans les îles Dinagat.

## Publication originale
- Brown & Rabor, 1967 : Review of the genus Brachymeles (Sauria), with descriptions of new species and subspecies. Proceedings of the California Academy of Sciences, sér. 4, vol. 34, p. 525-548 (texte intégral).